# Jan Bomans
Johannes Bernardus (Jan) Bomans (Amsterdam, 11 mei 1885 – Heemstede, 20 maart 1941) was een Nederlands rooms-katholiek politicus. Als woordvoerder van de dissidenten in de Roomsch-Katholieke Staatspartij had hij een belangrijk aandeel in de verwerping van de Vlootwet 1924 en de kabinetscrisis die hieruit voortvloeide.
Jan Bomans, zoon van de ondernemer en directeur van het Haarlemsch Dagblad Johannes Michiel Bomans en Anna Maria Leuven, studeerde na het behalen van zijn gymnasiumexamen rechten aan de Universiteit Leiden en promoveerde aldaar in 1913. Hij vestigde zich aansluitend als advocaat en procureur te Haarlem. In deze stad werd Jan Bomans politiek actief voor de Roomsch-Katholieke Staatspartij (RKSP), de voorloper van de naoorlogse Katholieke Volkspartij, kortweg KVP. Hij werd in 1915 gekozen tot lid van de Haarlemse gemeenteraad en was er van 1917 tot 1923 wethouder van achtereenvolgens bedrijven en financiën. In 1916 werd hij daarnaast ook gekozen tot lid van de Tweede Kamer en in 1919 eveneens tot lid van Provinciale Staten van Noord-Holland. Vanaf 1923 was Bomans tevens lid van Gedeputeerde Staten van deze provincie, een functie die hij tot zijn overlijden in 1941 zou vervullen. In het eerste oorlogsjaar was hij gedurende enkele maanden waarnemend commissaris van de Koningin.
Jan Bomans was, onder meer in het roerige jaar 1918, een fel tegenstander van de socialist Pieter Jelles Troelstra. Na diens vergeefse oproep tot een socialistische revolutie in 1918 schreef Bomans dat Troelstra het wel erg koud moest hebben nu hij in zijn hemd stond. Tijdens zijn parlementaire loopbaan toonde hij zich een tegenstander van de verhoging der militaire uitgaven. Mede door zijn toedoen werd de Vlootwet in 1924 verworpen, hetgeen leidde tot de val van het tweede kabinet-Ruijs de Beerenbrouck.
Jan Bomans trouwde in 1908 met Arnoldina Josephina Oswalda Reijnart (1883-1955). Uit dit huwelijk werden vijf zoons en twee dochters geboren, onder wie de latere schrijver Godfried Bomans (1913-1971).
Zijn andere kinderen zijn:
Oswalda Anna Josephina (Wally, zuster Borromée, 1909-2012),
Hermina Arnolda Sigrid (Hera, 1911-1911),
Herman Jan Olaf (1912-1921),
Reginald Peter Jozef (Rex, 1914-2000),
Jan Arnold (1915-2000) en
Arnold Jan (zijn kloosternaam als pater in het trappistenklooster was Jean Baptist, 1916-1997).
Vanaf 1933 was hij woonachtig op Berkenrode, onder Heemstede. In de nadagen van zijn carrière publiceerde hij een serie historische romans, de Donald-cyclus, onder het pseudoniem J.B. van Rode.
- Biografisch Portaal: 09707364
- International Standard Name Identifier: 0000 0003 8949 7836
- Nederlandse Thesaurus van Auteursnamen: 070783667
- Parlement.com: vg09lkyeugzf
- Virtual International Authority File: 187936345
- WorldCat: E39PBJy4gWCrPHVxbJ3xtWwV4q